# Литава (Крупина)
Литава (слч. Litava) насељено је мјесто са административним статусом сеоске општине (слч. obec) у округу Крупина, у Банскобистричком крају, Словачка Република.

## Становништво
| Година:    | 1994. | 2004.   | 2014.   | 2024.   |
| ---------- | ----- | ------- | ------- | ------- |
| Број људи: | 822   | 809     | 768     | 727     |
| Разлика:   |       | -1,58 % | -5,06 % | -5,33 % |

| Година:    | 2023. | 2024.   |
| ---------- | ----- | ------- |
| Број људи: | 738   | 727     |
| Разлика:   |       | -1,49 % |

Према подацима о броју становника из 2024. године насеље је имало 727 становника.